# Romano Prodi
Romano Prodi, né le 9 août 1939 à Scandiano, est un économiste et homme d'État italien, membre du Parti démocrate (PD).
Ministre de l'Industrie entre 1978 et 1979, il dirige ensuite à deux reprises l'Institut de reconstruction industrielle (IRI), dont il assure avec succès le démantèlement. En 1995, il fonde la coalition de centre gauche « L'Olivier », qu'il conduit à la victoire aux élections anticipées de 1996.
Il est alors nommé président du Conseil des ministres, poste auquel il est contraint de renoncer au bout de deux ans seulement. Toutefois, en 1999, il est désigné président de la Commission européenne, en remplacement de Jacques Santer. Au cours de son mandat de cinq ans, il mène à bien l'élargissement de l'Union européenne de 2004, qui voit dix pays rejoindre l'UE.
Un an après avoir quitté cette fonction, il remporte les premières primaires citoyennes italiennes, organisées pour choisir le chef de file de L'Union, une vaste coalition de centre gauche et de gauche. L'alliance remportant, sur le fil, les élections générales d'avril 2006, il retrouve la présidence du Conseil. La fragilité de la coalition conduit le gouvernement à être mis en minorité au Sénat en février 2007, mais Prodi finit par conserver la confiance des deux chambres.
Élu président du nouveau Parti démocrate (PD) en octobre 2007, il est obligé de démissionner de la présidence du Conseil, en janvier 2008, après avoir perdu un vote de confiance à la chambre haute, du fait du retrait d'un petit parti de la majorité. Pour les élections anticipées d'avril, il laisse le leadership électoral à Walter Veltroni. À l'issue du scrutin, qui voit la défaite du centre gauche, il renonce à présider le PD et se retire du devant de la scène politique.
En 2013, il est choisi comme candidat à la présidence de la République par la coalition de centre gauche mais n'est pas élu à l'issue du quatrième tour de scrutin. Après cet échec, Prodi quitte le PD et met un terme définitif à sa carrière politique.
Son frère Vittorio Prodi est aussi un homme politique.

## Jeunesse
Romano Prodi est né le 9 août 1939, en Italie, à Scandiano (Émilie-Romagne) ; il est le huitième des neuf enfants de Mario Prodi, un ingénieur originaire d'une famille de paysans, et de son épouse Enrica, professeur des écoles. Il a deux sœurs et six frères, dont Vittorio Prodi, membre du Parlement européen pour les VIe et VIIe législatures.
En 1969, il a épousé Flavia Franzoni, leur union religieuse étant célébrée par le père Camillo Ruini, aujourd'hui cardinal. Le couple a deux enfants : Giulio et Antonio. La famille vit à Bologne, en Émilie-Romagne.

## Carrière universitaire
Il est docteur en droit de l'université catholique du Sacré-Cœur de Milan et postgradué de la London School of Economics. Il a étudié au collège Collegio Augustinianum de l'université catholique du Sacré-Cœur, de 1957 à 1961.
Il entame sa carrière universitaire à la section d'économie et à la faculté de Sciences politiques de l'université de Bologne, où il a travaillé comme assistant dès 1963, puis comme professeur adjoint en 1966 et enfin comme professeur de 1971 à 1999, enseignant l'organisation industrielle et la politique industrielle. Il a été professeur invité auprès de l'université Stanford en 1968 et à l'université Harvard en 1974.
Parallèlement à l'enseignement universitaire, Prodi fonde en 1981 le centre de recherche Nomisma et a mené une intense activité de recherche qui s'est orientée sur « le développement des petites et moyennes entreprises et des zones industrielles », « la politique de concurrence », « l'étude des relations entre État et marché », « les politiques de privatisation », « le rôle central joué par les systèmes scolaires dans la promotion du développement économique et de la cohésion sociale », « le processus d'intégration européenne » et, à la suite de la chute du Mur de Berlin, la dynamique des différents « modèles de capitalisme. »
Dans la littérature économique internationale, il est considéré parmi les fondateurs de l'« École italienne d'économie industrielle » avec Giacomo Becattini, Franco Momigliano, Luca Fancello et Paolo Sylos Labini.
Il préside la maison d’édition bolognaise Il Mulino de 1974 à 1978, fondée par Beniamino Andreatta, dont Prodi a été l'assistant à l'université et qui devient son mentor en politique.

## Parcours politique

### Débuts auprès de la DC
Il a été initialement membre de la Démocratie chrétienne (DC), parti auquel il adhère en 1963, à l'âge de 24 ans, dont il contribue à l'émergence d'un courant interne libéral avec Beniamino Andreatta.
De novembre 1978 à mars 1979, Romano Prodi a été ministre de l'Industrie dans le quatrième gouvernement de Giulio Andreotti.
En 1982, le président du Conseil, Giovanni Spadolini, le nomme président de l'Institut de reconstruction industrielle (IRI), charge qu'il assumera jusqu'en 1989 en réussissant à améliorer l'économie du groupe. En 1993, Carlo Azeglio Ciampi le rappelle à la tâche pour procéder à la privatisation d'une bonne partie du holding, mission qu'il clôture l'année suivante.
Comme la majorité des membres de la DC, il rejoint le Parti populaire italien (PPI) cette même année 1994.

### Premier gouvernement Prodi

#### Architecte de L'Olivier

Le logo de L'Olivier.

En 1995, il est l'architecte de L'Olivier (L'Ulivo), une coalition rassemblant le Parti démocrate de la gauche (PDS) et le PPI. C'est la première fois que les héritiers du PCI et de la DC s'unissent et portent un projet politique commun.
Avec l'appui d'Andreatta, Prodi est désigné comme candidat à la présidence du Conseil des ministres pour les élections générales anticipées du 21 avril 1996. Dans son programme, il promet des mesures économiques importantes, destinées à préparer l'Italie pour son entrée dans ce qui deviendra la zone euro.
L'Olivier remporte la majorité relative à la Chambre des députés, au sein de laquelle elle fait élire 287 députés sur 630, et la majorité absolue au Sénat de la République, dans lequel sont élus 159 sénateurs sur 315. Lors de ce scrutin, Romano Prodi est pour la première fois élu parlementaire, à la Chambre des députés dans la circonscription de Bologne.

#### Gouvernement de politiques et de techniciens

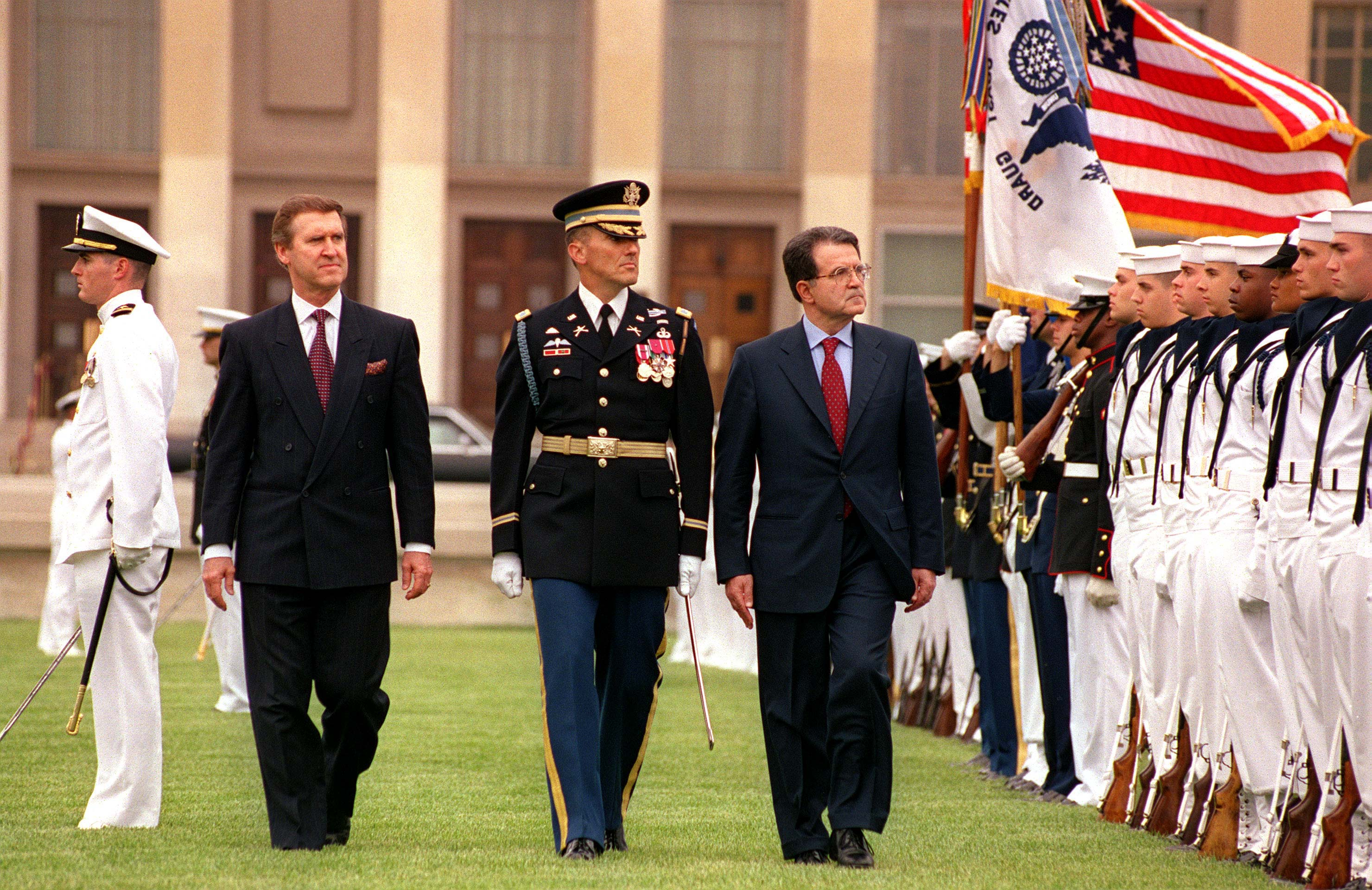
Romano Prodi et le secrétaire à la Défense des États-Unis William Cohen le 7 mai 1998 à Washington, D.C..

Chargé le 16 mai par le président de la République, Oscar Luigi Scalfaro, de constituer un gouvernement, Prodi entame des consultations avec ses partenaires de L'Olivier et négocie le soutien sans participation du Parti de la refondation communiste (PRC), fort de trente-cinq députés et onze sénateurs.
La composition du gouvernement est annoncée dès le lendemain. En font partie Lamberto Dini, ministre des Affaires étrangères, et Carlo Azeglio Ciampi, ministre du Trésor, tous deux anciens présidents du Conseil ; Beniamino Andreatta, ministre de la Défense et plusieurs fois ministre du Budget à partir des années 1970 ; Giorgio Napolitano, ministre de l'Intérieur, ancien président de la Chambre et premier communiste à diriger les forces de police italiennes.
Le 18 mai, le président du Conseil et ses ministres se présentent au palais présidentiel du Quirinal et prêtent serment devant le chef de l'État. Par 173 voix contre 139 et une abstention, l'exécutif passe sans encombre le vote de confiance au Sénat le 24 mai. Une semaine plus tard, la Chambre accorde à son tour son feu vert, par un vote clair de 322 voix contre 299.
Il adhère le 7 juin suivant au Mouvement pour L'Olivier (MPU), issu des « Comités Prodi » qui soutenaient sa candidature à la présidence du Conseil en dehors des partis de la coalition.
Il ramène la lire dans le Système monétaire européen puis dans le groupe des pays de l’euro.

#### Deux crises annonciatrices
Au bout de onze mois de mandat, une première crise éclate dans la majorité parlementaire. Le 9 avril 1997 en effet, le gouvernement fait adopter par le Parlement la participation italienne à l'opération Alba, mission humanitaire des Nations unies en Albanie sous commandement italien, mais avec le vote contre du PRC, donc avec les votes du Pôle pour les libertés (PPL) de Silvio Berlusconi. Le secrétaire du PRC Fausto Bertinotti confirme la fidélité de sa formation au gouvernement Prodi, qui reste en fonction.
À peine six mois plus tard, le 9 octobre, un nouvel affrontement avec le PRC survient. Le parti ayant voté contre la loi de finances, Romano Prodi présente sa démission au président de la République. Dès le lendemain, Bertinotti se dit prêt à un nouvel accord avec l'exécutif. Entre le 14 et le 16 octobre, le gouvernement repasse devant les chambres et remporte leur confiance.

#### Mise en minorité, puis démission
Le 9 octobre 1998, pendant la procédure de débat budgétaire, il perd un vote de confiance à une voix près. Un député du PRC a voté contre la ligne officielle, faisant chuter le gouvernement à la Chambre des députés. La crise est résolue par la nomination de Massimo D'Alema, secrétaire du PDS et ancien cadre du PCI. Celui-ci est considéré par Prodi comme le responsable de sa chute, ce que D'Alema a toujours nié.
À la Chambre, il siège au sein du groupe « Populaires et démocrates », constitué du PPI et du MPU. Ayant fondé le parti Les Démocrates le 27 février 1999, il quitte le groupe le 10 mars, date à laquelle il passe au groupe des non-inscrits avec dix-huit autres députés de L'Olivier. Rejoints le 31 mars par un vingtième membre, ils sont en mesure de constituer un groupe, « Les Démocrates », qui apporte son soutien au gouvernement dirigé par Massimo D'Alema.

### Commission Prodi

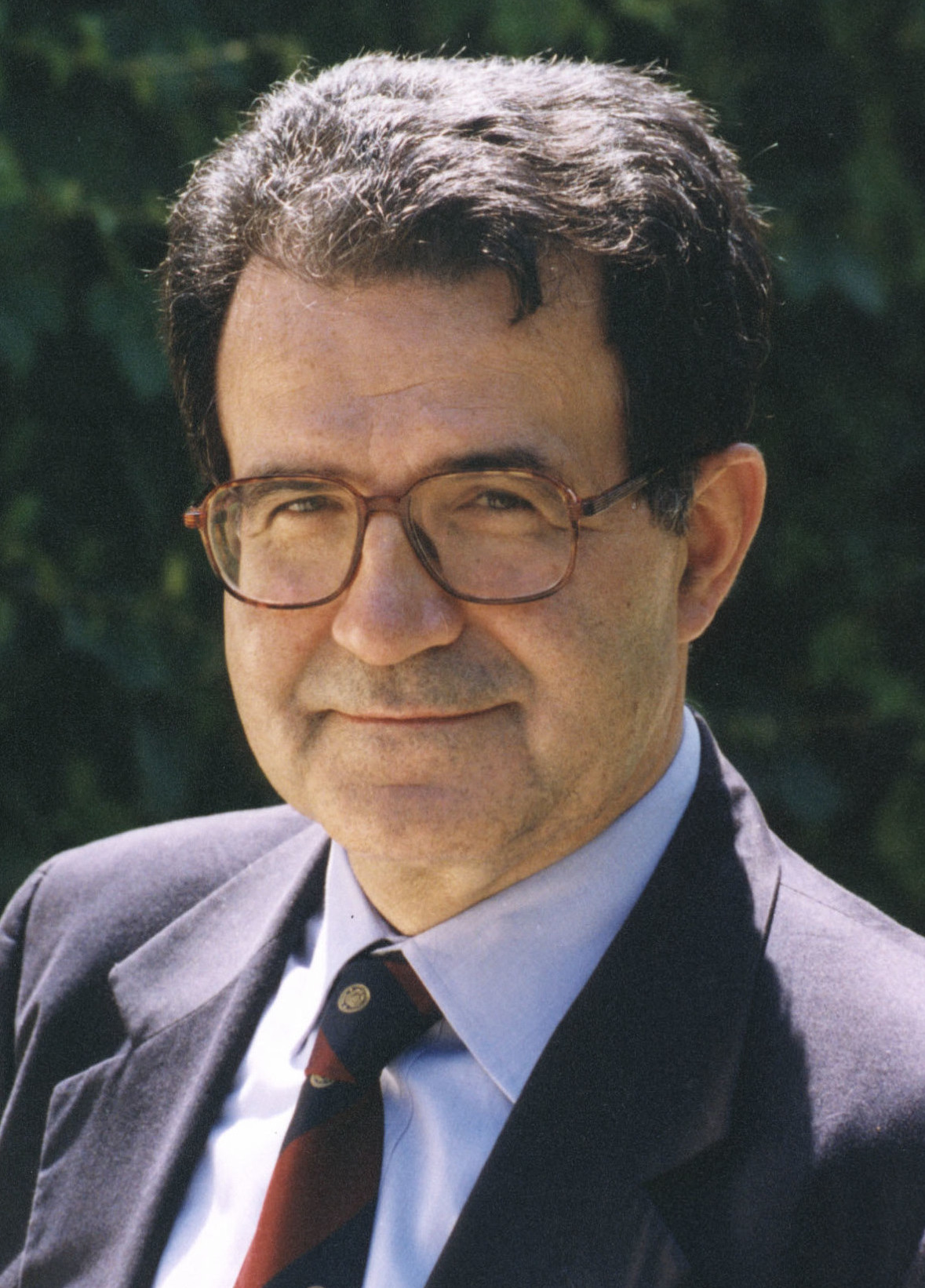
Portrait officiel de Romano Prodi à la Commission européenne (1999).

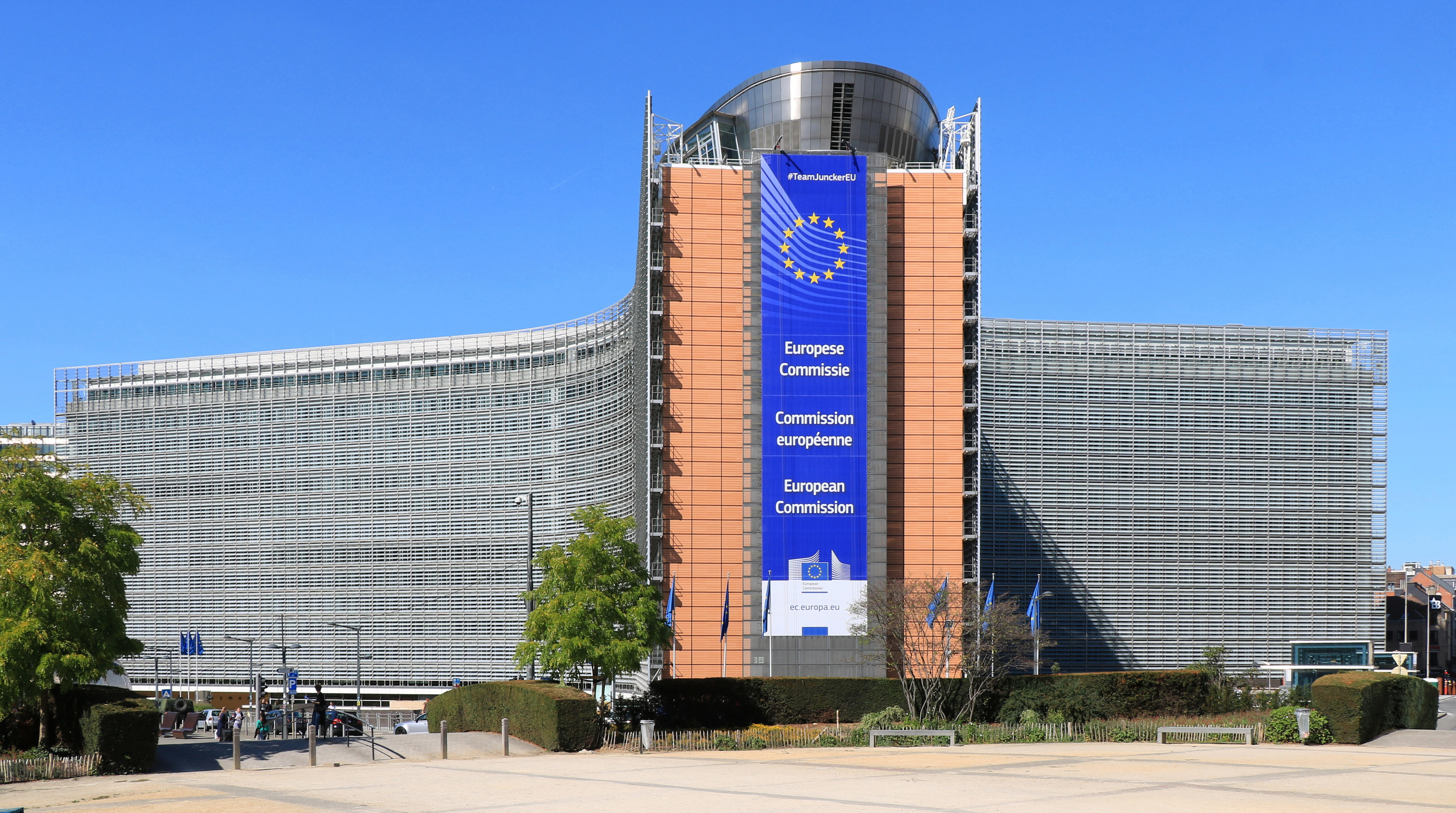
Siège de la Commission européenne à Bruxelles (bâtiment Berlaymont).

Le 16 septembre 1999, Romano Prodi est désigné président de la Commission européenne. Il prend alors la succession du controversé Jacques Santer, contraint à la démission après de multiples scandales. C'est la première fois depuis plus de vingt-cinq ans qu'un Italien est choisi pour occuper cette fonction. Sous son mandat, le traité de Nice est adopté, onze pays laissent leurs monnaies nationales pour adopter l'euro, la monnaie européenne, et dix pays adhèrent ensemble à l'Union européenne le 1er mai 2004. À cet égard, il décide que chaque commissaire envoyé par les nouveaux entrants sera « jumelé » avec un commissaire en fonction.
C'est également en sa qualité de président de la Commission que Romano Prodi approuve, à Rome, le 29 octobre 2004, le traité établissant une constitution pour l'Europe. Moins d'un mois plus tard, le 22 novembre, le Portugais José Manuel Durão Barroso lui succède.

### Retour au palais Chigi

#### Primaires de l'Union

Logo de L'Union.

Le 10 février 2005, les forces de L'Olivier décident de s'unir avec d'autres formations dans une vaste coalition de gauche et centre gauche qui prend finalement le nom de L'Union (L'Unione).
Afin de désigner leur chef de file, les neuf partis différents décident de recourir à des primaires ouvertes à l'ensemble des Italiens. Indépendant de tout parti depuis la disparition des Démocrates en 2002, Romano Prodi reçoit l'investiture des Démocrates de gauche (DS), de Démocratie est liberté - La Marguerite (DL), des Socialistes démocrates italiens (SDI) et du Parti des communistes italiens (PDCI).
Le jour du vote, le 16 octobre 2005, il se trouve opposé à six candidats, dont Fausto Bertinotti du PRC, l'ancien ministre Clemente Mastella des Populaires UDEUR ou encore l'ancien procureur de l'opération Mains propres Antonio Di Pietro d'Italie des valeurs (IDV). Sur les 4 311 149 Italiens ayant participé au scrutin, Romano Prodi remporte 3 182 686 suffrages en sa faveur, soit 74,2 % des exprimés.

#### Fragilité de la majorité parlementaire

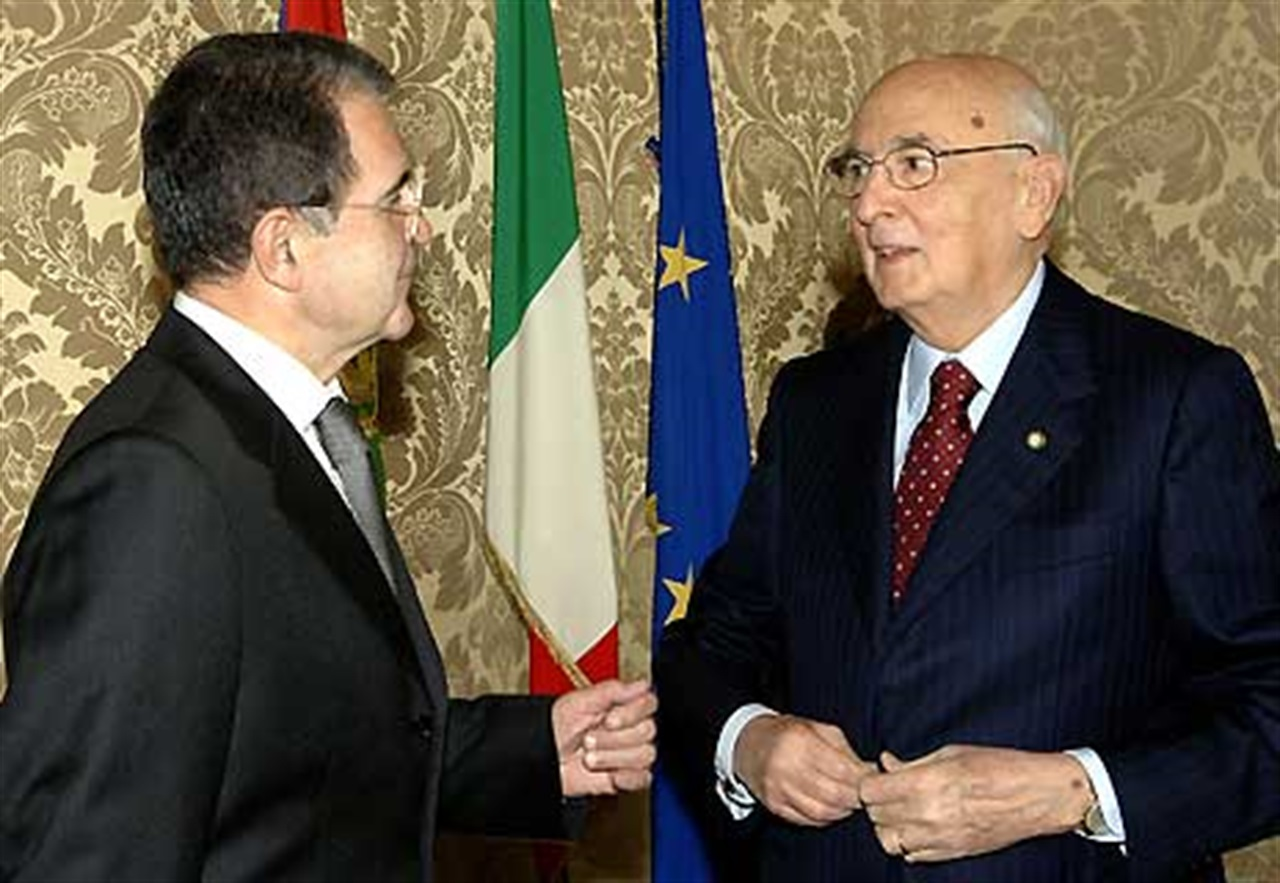
Romano Prodi et Giorgio Napolitano au Quirinal, en 2006.

Aux élections générales des 9 et 10 avril 2006, L'Union remporte 49,81 % des voix à la Chambre des députés, contre 49,74 % à la Maison des libertés (CDL) de Silvio Berlusconi. Au Sénat de la République, la CDL arrive en tête avec 50,21 % des suffrages, L'Union remportant 48,96 %. Toutefois, du fait des spécificités de la loi électorale de 2005, le centre gauche remporte 348 députés sur 630 et 158 sénateurs sur 315. Élu à la chambre basse dans quinze circonscriptions différentes, Romano Prodi décide de siéger au nom de l'Émilie-Romagne.
Sa majorité, dont la légitimité se trouve vivement contestée par Berlusconi, parvient à élire le communiste Fausto Bertinotti à la présidence de la Chambre des députés, et l'ancien syndicaliste et ministre Franco Marini à la présidence du Sénat de la République. D'autre part, Prodi a également soutenu l'élection de son ancien ministre de l'Intérieur, Giorgio Napolitano, à la présidence de la République, celui-ci étant le premier post-communiste ayant été élu à la magistrature suprême.
Il est désigné le 16 mai par le président Napolitano comme formateur, acceptant avec réserve selon la formule consacrée. Dès le lendemain, il revient au palais du Quirinal avec un gouvernement de vingt-six postes et vingt-cinq membres, dont deux vice-présidents du Conseil des ministres et six femmes. Ses successeurs à la présidence du Conseil à l'issue de son premier mandat, Massimo D'Alema et Giuliano Amato, sont désignés aux postes régaliens des Affaires étrangères et de l'Intérieur respectivement, tandis que ses adversaires aux primaires de L'Union Clemente Mastella, Antonio Di Pietro et Alfonso Pecoraro Scanio deviennent ministres de la Justice, des Transports, de l'Environnement.
Le 19 mai, il se soumet au vote de confiance du Sénat. Alors que sa majorité est faible, il remporte assez aisément le scrutin par 165 voix favorables et 155 contre, bénéficiant du soutien des sept sénateurs à vie dont Giulio Andreotti, pourtant candidat de la CDL à la présidence de la chambre haute, et son ancien ministre Carlo Azeglio Ciampi. Quatre jours plus tard, il remporte sans difficulté le vote de confiance à la Chambre des députés par 344 voix contre 268.

#### Victoire dès les premières élections intermédiaires
Romano Prodi obtient également des succès, bien plus marqués, contre la droite de Berlusconi aux élections locales de mai 2006 et au référendum de juin 2006, au cours duquel 62 % des Italiens ont rejeté une réforme de la Constitution voulue par le gouvernement Berlusconi et votée uniquement par ses parlementaires (ce qui a rendu nécessaire le référendum pour la confirmer ou la repousser) afin de favoriser les régions du Nord, plus riches, en excluant la possibilité pour les citoyens de se faire soigner dans des Régions différentes de celle où l'on vit, et effacer la plupart des pouvoirs du président de la République pour les confier au président du Conseil. Ces deux votes auraient dû, selon les intentions de Berlusconi, sûr de gagner, faire tomber le gouvernement Prodi qui en sort plus fort qu'avant.

#### Première mise en minorité

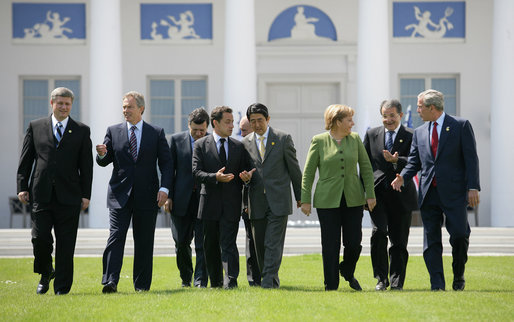
Romano Prodi lors du sommet du G8 de 2007 à Heiligendamm.

Se retrouvant en minorité au Sénat sur sa politique extérieure (en Afghanistan), il présente la démission de son gouvernement le soir du 21 février 2007. Le président de la République italienne Giorgio Napolitano annonce le 24 février 2007 qu'il refuse sa démission et lui demande de présenter son gouvernement devant le Parlement pour obtenir la confiance (162 voix pour, 157 contre au Sénat ; sans formalité à la Chambre). Après cette crise, son gouvernement semble renforcé, malgré l'exiguïté de sa majorité sénatoriale.
Favorable aux unions civiles pour les couples de même sexe, Romano Prodi s'était attiré bien des critiques au sujet de sa politique familiale, aussi bien de l'opposition de centre droit que de l'Église catholique.

#### Crise politique de 2008
Le 24 janvier 2008, après avoir obtenu la confiance de la Chambre des députés (326 voix contre 275), Romano Prodi est ébranlé par le vote de confiance négatif asséné par le Sénat. 161 sénateurs ont désavoué le gouvernement Prodi, tandis que 156 lui ont accordé leur confiance ; avec une majorité validée à 160 voix, le gouvernement a vu sa déchéance à une voix près.
Romano Prodi avait refusé de démissionner, comme certains de ses alliés — et le président Giorgio Napolitano — lui avaient conseillé de faire, et souhaitait affronter le vote du Sénat. Après cet échec, il présente sa démission au Président italien le 24 janvier 2008. Il déclare, dans le même temps, se retirer de la vie politique, jugeant son avenir « serein, tant le monde est plein d'opportunités », préférant « ouvrir la voie à un changement de génération ». Silvio Berlusconi remporte largement les élections générales d'avril et lui succède le 8 mai 2008.

### Après 2008
Nommé chef d'un groupe de travail commun à l'Organisation des Nations unies (ONU) et à l'Union africaine (UA) sur le renforcement des opérations de maintien de la paix en Afrique le 12 septembre 2008, il devient professeur au Watson Institute for International Studies de l'université Brown le 6 février 2009.
Depuis 2010, il est également chargé d'enseigner les relations sino-européennes à la China Europe International Business School (CEIBS), une école de commerce chinoise très réputée. Le 9 octobre 2012, Prodi a été choisi par le secrétaire général des Nations unies, Ban Ki-moon, envoyé spécial pour le Sahel.

#### Élection présidentielle de 2013
N'assumant plus aucune responsabilité institutionnelle ou politique depuis qu'il a quitté le palais Chigi, Romano Prodi, à quelques mois de l'échéance du mandat présidentiel de Giorgio Napolitano, est présenté comme un favori d'envergure pour la succession du chef de l'État au palais du Quirinal.
Le 19 avril 2013, Romano Prodi est désigné candidat du Parti démocrate (PD) à l'élection présidentielle, au lendemain de l'échec de Franco Marini, pourtant soutenu par Le Peuple de la liberté (PdL), de Silvio Berlusconi, et le Choix citoyen (SC), de Mario Monti. Cette investiture est acclamée par les parlementaires du PD et reçoit l'appui de Gauche, écologie et liberté (SEL), qui avait préféré voter pour Stefano Rodotà. Elle est en revanche dénoncée par le PdL, qui estime que cette candidature ne permet aucun accord de gouvernement,. Au quatrième tour de scrutin, le PD ayant voté blanc lors du troisième, il ne remporte que 395 voix sur 723, soit une centaine de voix de moins que ce qu'il pouvait espérer, alors que 504 suffrages étaient nécessaires pour s'imposer. Il retire alors sa candidature et c'est finalement le président sortant, Giorgio Napolitano, qui est élu au sixième tour de scrutin.

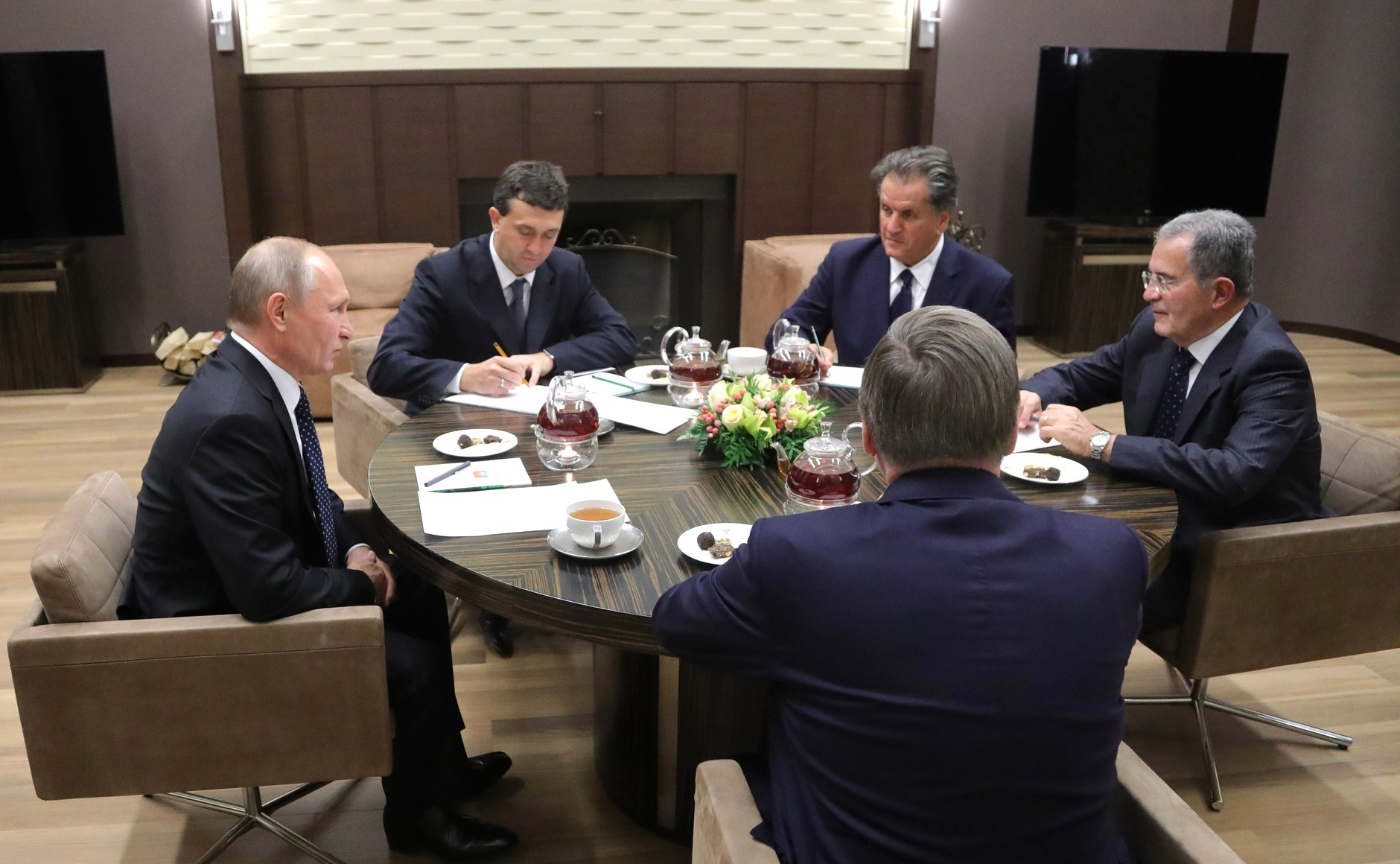
Romano Prodi avec Vladimir Poutine (Moscou, 23 novembre 2017).

## Autre
Il a été membre du comité directeur du groupe Bilderberg.
Ses archives, aujourd’hui déposées selon sa volonté auprès des Archives historiques de l'Union européenne de Florence gérées par l'Institut universitaire européen, témoignent de son rôle dans ces différents domaines .

## Distinctions

### Décorations
- Grand-cordon de l'ordre du roi Abdelaziz ( Arabie saoudite, 2007)
- Chevalier grand-croix de l'ordre d'Isabelle la Catholique ( Espagne, 1998)
- Grand-croix de la Légion d'honneur ( France, 2013)

- Chevalier grand-croix de l'ordre du Mérite de la République italienne ( Italie, 2 juin 1993)
- Grand-cordon de l'ordre du Soleil levant ( Japon, 2012)
- Grand-croix avec collier de l'ordre des Trois Étoiles ( Lettonie, 2007)
- Grand-croix de l'ordre du Mérite de la république de Pologne ( Pologne, 1997)
- Chevalier grand-croix de l'ordre de l'Étoile de Roumanie ( Roumanie, 2000)
- Première classe de l'ordre de la Double croix blanche ( Slovaquie, 2022)
- Médaille de l’ordre des mérites exceptionnels (en) ( Slovénie, 2005)

### Honneurs
- Le gouvernement d'Albanie lui a remis une copie officiel de la Clé de Tirana

Il a obtenu plus d'une trentaine de Doctorat honoris causa :
- Université de Madras ( Inde, 1998)
- Université Saint-Clément-d'Ohrid de Sofia ( Bulgarie, 1998)
- Université polytechnique de Catalogne ( Espagne, 1998)
- Université Brown ( États-Unis, 1999)
- Université du Michigan ( États-Unis, 1999)
- Académie d'études économiques ( Roumanie, 2000)
- Université catholique de Louvain ( Belgique, 2000)
- Université de Malte (2000)
- Université de Modène et de Reggio d'Émilie ( Italie, 2000)
- Université d'Ottawa ( Canada, 2000)
- Université de Saint-Gall ( Suisse, 2000)
- Université Kyung Hee, ( Corée du Sud, 2000)
- Université de Pise ( Italie, 2001)
- Université de Tirana ( Albanie, 2001)
- Université Carleton (Ottawa,  Canada, 2001)
- Instituto de Empresa de Madrid ( Espagne, 2002)
- Université d'Oxford, ( Royaume-Uni, 2002)
- Université de Pavie, ( Italie, 2002)
- Université Saints-Cyrille-et-Méthode de Skopje, ( Macédoine du Nord, 2003)
- Université de Tunis, ( Tunisie, 2003)
- Université de Calabre ( Italie, 2003)
- Université de Turin ( Italie, 2004)
- Université Marie Curie-Skłodowska ( Pologne, 2004)
- Université Tongji ( Chine, 2006)
- Université catholique du Sacré-Cœur ( Italie, 2007)
- Université d'Addis-Abeba ( Éthiopie, 2007)
- Université de Calcutta ( Inde, 2007)
- Université de Fribourg-en-Brisgau ( Allemagne, 2008)
- Université MIRBIS de Moscow ( Russie, 2009)
- Ecole Nationale d’Administration de Chine (en) ( Chine, 2010)
- Université de Nova Gorica ( Slovénie, 2010)
- Université de Nankai ( Chine, 2010)
- Université Martin-Luther de Halle-Wittemberg ( Allemagne, 2011)

### Autres distinctions académiques
- Membre honorifique de l'Académie royale des sciences morales et politiques
- Membre honorifique du conseil scientifique du London School of Economics
- Prix Schumpeter de la Société Schumpeter de Vienne (1999)
- Médaille d'or d'économie de l'université de Pavie (2002)
- Plaque d'honneur de l'université de Bologne (2012)

## Publications
- (it) Modello di sviluppo di un settore in rapida crescita: l'industria della ceramica per l'edilizia, Milan, éd. Franco Angeli, 1966
- (it) Concorrenza dinamica e potere di mercato. Politica industriale e fusioni d'impresa, Milan, éd. Franco Angeli, 1967
- (it) La diffusione dell'innovazione nell'industria italiana, Bologne, éd. Il Mulino, 1973
- (it) Sistema economico e sviluppo industriale in Italia, Bologne, éd. Il Mulino, 1973
- (it) Per una riconversione e ristrutturazione dell'industria italiana, Bologne, éd. Il Mulino, 1980
- (it) C'è un posto per l'Italia fra i due capitalismi?, Bologne, éd. Il Mulino, 1991
- (it) Una crisi non solo politica: L'industria italiana a rischio, Bologne, éd. Il Mulino, 1991
- (it) Modello strategico per le privatizzazioni, Bologne, éd. Il Mulino, 1992
- (it) La società istruita. Perché il futuro italiano si gioca in classe, Bologne, éd. Il Mulino, 1993
- (it) Il capitalismo ben temperato, Bologne, éd. Il Mulino, 1995
- (it) La mia Italia, Rome, éd. Carmenta, 1995
- (it) Un'idea dell'Europa (Contemporanea), Bologne, éd. Il Mulino, 1999 (traduit en anglais sous le titre de : Europe as I See It, Cambridge, éd. Polity Press, 2000)
- (it) Una nuova anima europea, Rome, éd. AVE, 2002
- (it) La mia visione dei fatti. Cinque anni di governo in Europa, Bologne, éd. Il Mulino, 2008
- (it) Capire il mondo. Il futuro sfida l'Europa, Rome, éd. Cittadella, 2012
- (it) Missione incompiuta: Intervista su politica e democrazia, Rome-Bari, éd. Editori Laterza, 2015
- (it) Tra politica e politiche: La lezione di Nino (avec Enrico Letta), Bologne, éd. Il Mulino, 2016
- (it) Il piano inclinato: Conversazione con Giulio Santagata e Luigi Scarola (Voci), Bologne, éd. Il Mulino, 2017
- (it) L'acqua: armonie, disarmonie, conflitti (avec Giuseppe Zaccaria), Padoue, éd. Padova University Press, 2019
- (it) Strana vita, la mia, Milan, éd. Solferino, 2021.
- (it) Le immagini raccontano l'Europa, Milan, éd. Rizzoli, 2021